# Lemieszki (przystanek kolejowy)
Lemieszki (ros. Лемешки) – przystanek kolejowy w miejscowości Lemieszki, w rejonie suzdalskim, w obwodzie włodzimierskim, w Rosji. Położony jest na nowym szlaku Kolei Transsyberyjskiej.